# Jacob van Neck

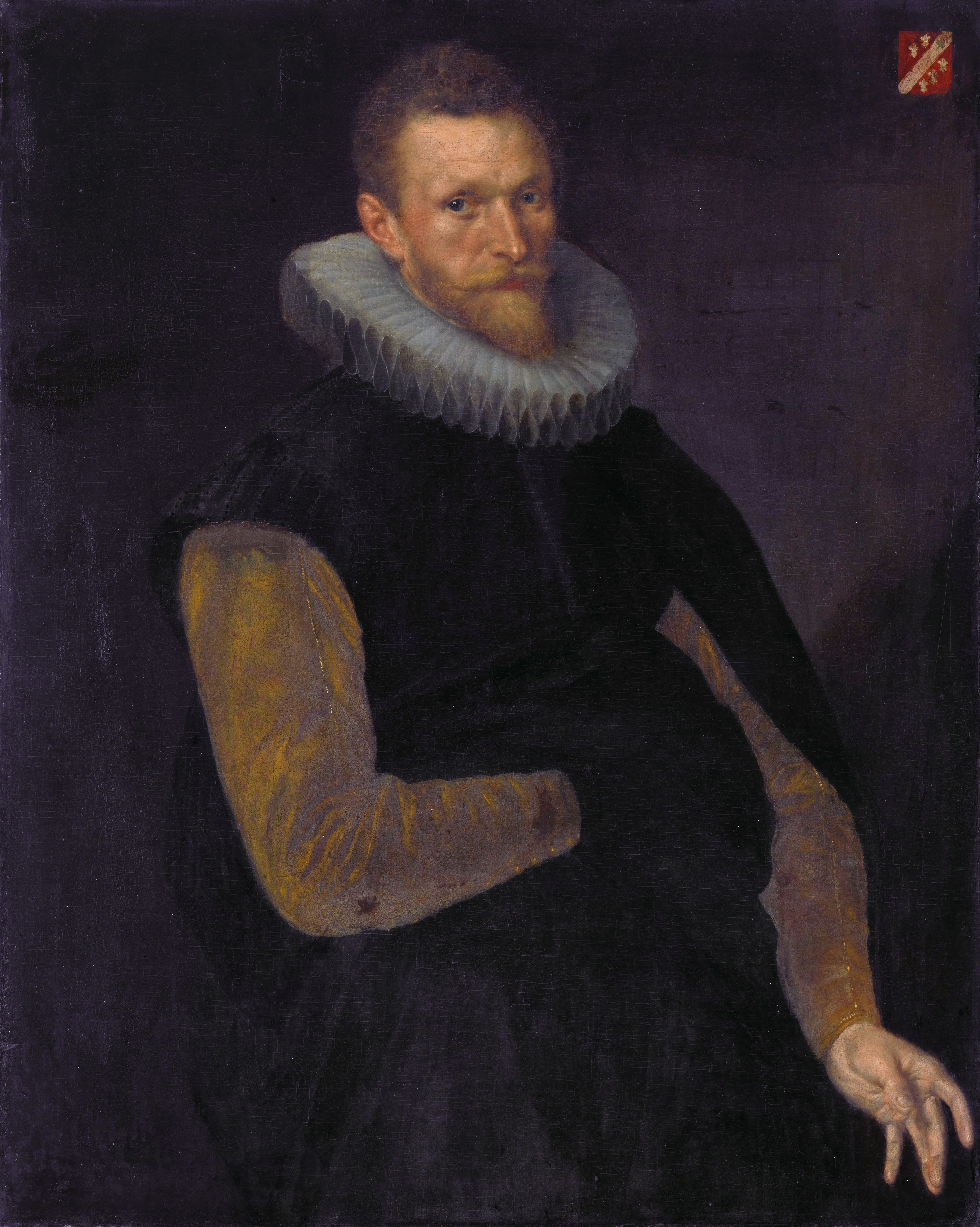

Jacob Corneliszoon van Neck (ou Jacob Cornelius van Neck; 1564 - 8 de março de 1638) foi um oficial naval e explorador holandês que liderou a Segunda Expedição Holandesa à Indonésia entre os anos de 1598 e 1599.